# Maria Orwid
Maria Orwid (ur. 23 lipca 1930 we Lwowie jako Maria Pfeffer, zm. 9 lutego 2009 w Krakowie) – polska lekarka psychiatra, pionierka terapii rodzinnej w Polsce.

## Życiorys

### Dzieciństwo i młodość
Urodziła się w niereligijnej i zasymilowanej rodzinie żydowskiej, jako córka adwokata Adolfa Pfeffera (1894–1943) i Klary z domu Weinstock (1903–1988). Mieszkali w centrum Przemyśla, przy Placu Na Bramie 2. Uczęszczała do prywatnej szkoły z polskim językiem wykładowym, ale uczyli się również hebrajskiego i zasad judaizmu. Podczas II wojny światowej, wiosną 1942 wraz z rodziną została przesiedlona do przemyskiego getta. W rezultacie licznych akcji wysiedleńczych zginęli dziadkowie ze strony matki oraz liczna część rodziny. Po ucieczce z getta tuż przed ostatnią akcją likwidacyjną ukrywała się wraz z matką w domu krawcowej Teofili Kic, która za okazaną im pomoc została pośmiertnie odznaczona 22 grudnia 2008 medalem Sprawiedliwy wśród Narodów Świata. Następnie obie przeniosły się do Lwowa, gdzie w lutym 1943 dołączył do nich ojciec, który 17 maja tego samego roku zmarł z powodu gruźlicy i wycieńczenia. Po wyzwoleniu Lwowa 27 lipca 1944 Klara Pfefferowa wyszła za mąż za dentystę Daniela Herzhafta (1903–1978), który przyjął nazwisko Orwid i przysposobił Marię.

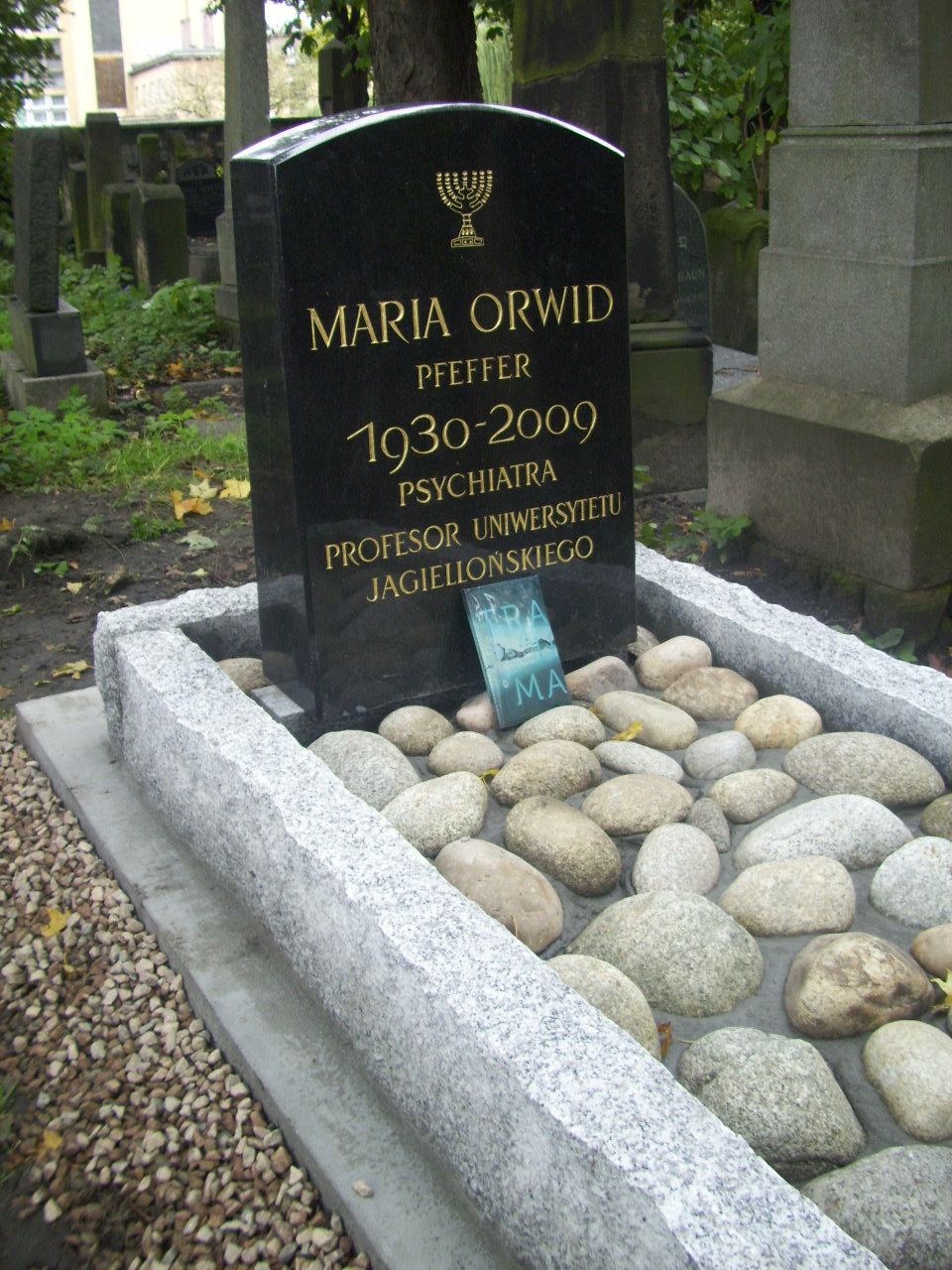
Grób Marii Orwid na nowym cmentarzu żydowskim w Krakowie

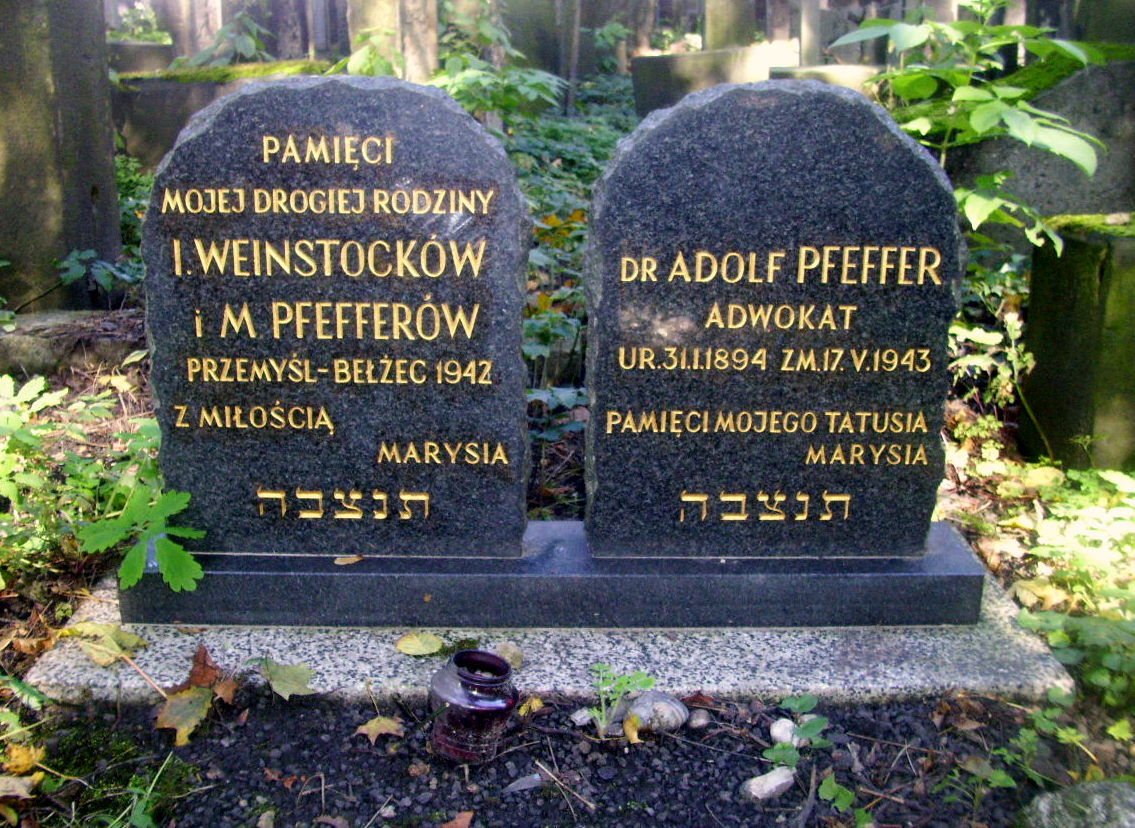
Symboliczne groby rodziny Marii Orwid na nowym cmentarzu żydowskim w Krakowie

Po zakończeniu wojny wraz z matką i ojczymem przeniosła się do Krakowa, gdzie podjęła naukę w gimnazjum i następnie liceum Urszulanek. Od tego czasu przyjaźniła się ze Stanisławem Lemem, któremu zawdzięczała wybór studiów medycznych i psychiatrii. Przez pewien czas uczęszczała na spotkania syjonistycznej lewicowej organizacji Ha-Szomer Ha-Cair. Studiowała na Akademii Medycznej w Krakowie, od V roku studiów w klinice Antoniego Kępińskiego. Była jedną z pierwszych kobiet na psychiatrii, dlatego też musiała wciąż udowadniać, że jest wystarczająco kompetentna. W latach 1959–1964 razem z Kępińskim stworzyła tzw. program oświęcimski. Dotyczył badań nad psychicznymi skutkami wojennych przeżyć obozowych byłych więźniów obozów koncentracyjnych. Program ten był jednym z pierwszych opracowań na świecie dotyczących traumy poobozowej.

### Działalność naukowa
Od 1954 Maria Orwid była pracownicą naukową Katedry Psychiatrii Wydziału Lekarskiego Collegium Medicum Uniwersytetu Jagiellońskiego. Specjalizowała się w psychiatrii dzieci i młodzieży oraz psychoterapii. W 1963 uzyskała stopień naukowy doktora na podstawie dysertacji Przystosowanie poobozowe byłych więźniów obozu koncentracyjnego  Oświęcim-Brzezinka". W 1976 została doktorem habilitowanym w oparciu o pracę naukową „Rola rodziny w rozwoju zaburzeń psychicznych u dzieci i młodzieży w stanach psychotycznych i niepsychotycznych”. W 1978 założyła pierwszą w Polsce Klinikę Psychiatrii Dzieci i Młodzieży w Krakowie, którą kierowała do 2000. Była także współtwórczynią modelu pracy multiprofesjonalnych zespołów w psychiatrii, współautorką pierwszych prac o psychicznych skutkach wojennych przeżyć obozowych, inicjatorką projektu terapeutycznego dla Dzieci Holocaustu i Drugiego Pokolenia. Uczestniczyła w pracach Sekcji Naukowej Terapii Rodzin Polskiego Towarzystwa Psychiatrycznego i Polsko-Izraelskiego Towarzystwa Zdrowia Psychicznego. Była honorową członkinią Europejskiego Towarzystwa Terapii Rodziny i Polskiego Towarzystwa Psychiatrycznego oraz członkinią Stowarzyszenia Dzieci Holocaustu i Gminy Wyznaniowej Żydowskiej w Krakowie. Była członkinią założycielką B’nai B’rith Polska, reaktywowanego w 2007. Regularnie uczestniczyła w Marszach Tolerancji.

### Życie prywatne
Nigdy nie założyła rodziny oraz nie chciała mieć dzieci. Powodem tej decyzji była śmierć jej ośmioletniego kuzyna Ludwika, wywiezionego w 1942 z przemyskiego getta do obozu zagłady. Przyjaźniła się z Piotrem Skrzyneckim i grupą „Piwnica pod Baranami” od chwili jej powołania. 11 lutego 2009 na została pochowana nowym cmentarzu żydowskim przy ulicy Miodowej w Krakowie.

## Nagrody i odznaczenia
Na podstawie źródła
- Nagroda zespołowa Ministra Zdrowia za badania problemów byłych więźniów obozów koncentracyjnych (1964);
- Medal 20-lecia „Piwnicy pod Baranami”
- Krzyż Zasługi
- Krzyż Kawalerski Orderu Odrodzenia Polski (05.09.1984)[3]
- Złota Odznaka „Za Pracę Społeczną dla Miasta Krakowa”

## Wybrane publikacje
- Przeżyć... i co dalej? (2006)
- Psychiatria dzieci i młodzieży (wraz z Kazimierzem Pietruszewskim) (1996)
- Wyniki badania psychiatrycznego i elektroencefalograficznego 130 byłych więźniów Oświęcimia-Brzezinki (wraz z Julianem Gątarskim i Małgorzatą Dominik) (1969)